# Julianus von Lescar

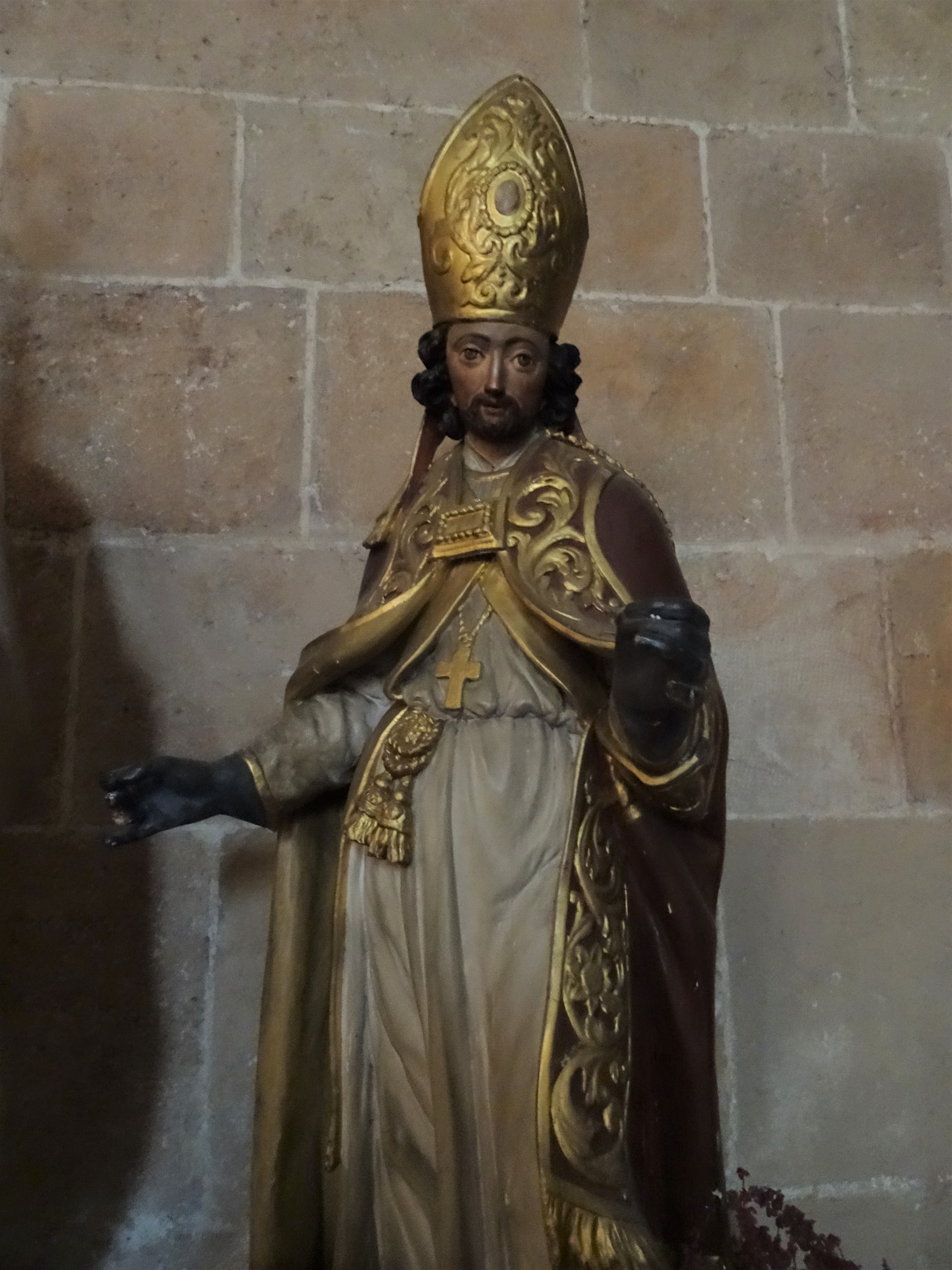
Julianus von Lescar

Julianus von Lescar († um 505) war der erste Bischof der spätantiken aquitanischen Stadt Beneharnum, die später in Lescar umbenannt wurde. Er gilt als „Apostel des Béarn“; sein Gedenktag ist der 23. August.

## Vita nach der Legende
Einer legendenhaften Lebensbeschreibung aus dem Jahr 1541 zufolge wurde Julianus vom Trierer Bischof Leontius († 446/7) nach Aquitanien gesandt, um der dort um sich greifenden Götzenanbetung Herr zu werden. Zusammen mit zwei Priestern machte er sich auf den Weg, doch einer der beiden brach schon bald vor Erschöpfung zusammen. Daraufhin kehrte Julianus mit seinen beiden Gefährten nach Trier zurück; Bischof Leontius erneuerte seinen Wunsch bzw. seinen Befehl und reichte ihm seinen Hirtenstab, der dem erschöpften Gefährten neue Kraft gab. Im Béarn angekommen wirkte Julianus zahlreiche Wunder und wurde von der Bevölkerung freundlich aufgenommen. Kurz vor seinem Tod soll Bischof Leontius ebenfalls nach Beneharnum gekommen sein. Julianus selbst verstarb möglicherweise kurz nach dem Jahr 500.
Anknüpfungspunkt der Legende ist möglicherweise die Erwähnung eines Julianus in den Akten der Synode von Orange 441: Sanctus Julianus cujus subscriptio inter patres Aransicani concilii conspicua est.

## Verehrung
Aufgrund der Verwüstungen durch die Normannen im 9. Jahrhundert verschwanden die sterblichen Überreste des Heiligen. Bei Ausgrabungen im Jahr 1780 wurden angeblich neben der heutigen Kirche Saint-Julien unter einem Stein drei kleine Kistchen mit Asche-, Zahn- und Knochenresten gefunden, die man als Reliquien von Julianus (und seinen Gefährten?) ansah. Bei erneuten Ausgrabungen im Jahr 1933 fand man nichts mehr.

## Darstellung
Es gibt keine mittelalterlichen und frühneuzeitlichen Bildnisse des Heiligen. Einige wenige Statuen des 19. und 20. Jahrhunderts zeigen ihn im Bischofsornat.